# Dutch Open
Il Dutch Open è un torneo di tennis professionistico dei Paesi Bassi, noto in precedenza come "Netherlands International Championships" e "Netherland Championships". Ha fatto parte a lungo del circuito maggiore ed è stato disputato in diverse città. Si è sempre giocato all'aperto sulla terra rossa. Soppresso nel 2009, nel 2019 è stato reinserito nel calendario internazionale, ma come parte dell'ATP Challenger Tour, e si gioca annualmente a Bunschoten.
Vero dominatore del torneo è stato Balázs Taróczy con 6 vittorie nel singolare, 5 nel doppio e per 4 anni li vinse contemporaneamente e consecutivamente.

## Storia
La prima edizione fu giocata all'Aia dal 23 agosto 1898, e in seguito si è tenuto in diverse altre città. Dal 1957 si è giocato a Hilversum, e fino al 1973 si sono disputati sia i tornei femminili che quelli maschili e il doppio misto, dal 1975 si sono giocati solo i tornei maschili. Ha fatto parte del circuito Grand Prix negli anni settanta e ottanta ed è quindi confluito nel neonato ATP Tour nel 1990.
L'ultima edizione a Hilversum fu quella del 1994, si è quindi tenuto ad Amsterdam dal 1995 al 2001 e ad Amersfoort dal 2002 al 2008. Nel 2009 gli organizzatori hanno venduto i diritti alla famiglia di Novak Đoković e quell'anno il torneo è stato rimpiazzato dal Serbia Open di Belgrado. Tra il 2009 e il 2018 non si è giocato ed è stato reintrodotto nel 2019 come parte dell'ATP Challenger Tour con sede ancora ad Amersfoort, la stessa dell'ultima edizione del 2008. Nel 2020 il torneo è stato annullato a causa della pandemia di COVID-19. Nel 2025 con un nuovo sponsor il torneo di trasferisce a Bunschoten all'Eemslag Tennis & Padel Club per usufruire pure di maggiore capacità di spettatori.

## Albo finali

### Singolare maschile
| Anno                                                | Campione                         | Finalista                        | Punteggio                        |
| Bunschoten (ATP Challenger Tour)                    | Bunschoten (ATP Challenger Tour) | Bunschoten (ATP Challenger Tour) | Bunschoten (ATP Challenger Tour) |
| --------------------------------------------------- | -------------------------------- | -------------------------------- | -------------------------------- |
| 2025                                                | Jan Choinski                     | Kimmer Coppejans                 | 6–4, 3–6, 6–3                    |
| Amersfoort (ATP Challenger Tour)                    |                                  |                                  |                                  |
| 2024                                                | Tomás Barrios Vera               | Alexey Zakharov                  | 6–2, 6–1                         |
| 2023                                                | Maximilian Marterer              | Titouan Droguet                  | 6–4, 6–2                         |
| 2022                                                | Tallon Griekspoor (2)            | Roberto Carballés Baena          | 6–1, 6–2                         |
| 2021                                                | Tallon Griekspoor (1)            | Botic van de Zandschulp          | 6–1, 3–6, 6–1                    |
| 2020                                                | Non disputato                    | Non disputato                    | Non disputato                    |
| 2019                                                | Mats Moraing                     | Kimmer Coppejans                 | 6–2, 3–6, 6–3                    |
| Amersfoort (ATP Tour)                               |                                  |                                  |                                  |
| 2018- 2009                                          | Non disputato                    | Non disputato                    | Non disputato                    |
| 2008                                                | Albert Montañés                  | Steve Darcis                     | 1–6, 7–5, 6–3                    |
| 2007                                                | Steve Darcis                     | Werner Eschauer                  | 6–1, 7–6(1)                      |
| 2006                                                | Novak Đoković                    | Nicolás Massú                    | 7–6(5), 6–4                      |
| 2005                                                | Fernando González                | Agustín Calleri                  | 7–5, 6–3                         |
| 2004                                                | Martin Verkerk                   | Fernando González                | 7–6(5), 4–6, 6–4                 |
| 2003                                                | Nicolás Massú                    | Raemon Sluiter                   | 6–4, 7–6(3), 6–2                 |
| 2002                                                | Juan Ignacio Chela               | Albert Costa                     | 6–1, 7–6(4)                      |
| Amsterdam (ATP Tour)                                |                                  |                                  |                                  |
| 2001                                                | Àlex Corretja                    | Younes El Aynaoui                | 6–3, 5–7, 7–6(0), 3–6, 6–4       |
| 2000                                                | Magnus Gustafsson (2)            | Raemon Sluiter                   | 6(4)–7, 6–3, 7–6(5), 6–1         |
| 1999                                                | Younes El Aynaoui                | Mariano Zabaleta                 | 6–0, 6–3                         |
| 1998                                                | Magnus Norman                    | Richard Fromberg                 | 6–3, 6–3, 2–6, 6–4               |
| 1997                                                | Sláva Doseděl                    | Carlos Moyá                      | 7–6(4), 7–6(5), 6(4)–7, 6–2      |
| 1996                                                | Francisco Clavet (2)             | Younes El Aynaoui                | 7–5, 6–1, 6–1                    |
| 1995                                                | Marcelo Ríos                     | Jan Siemerink                    | 6–4, 7–5, 6–4                    |
| Hilversum (Grand Prix dal 1972 e ATP Tour dal 1990) |                                  |                                  |                                  |
| 1994                                                | Karel Nováček (3)                | Richard Fromberg                 | 7–5, 6–4, 7–6(7)                 |
| 1993                                                | Carlos Costa                     | Magnus Gustafsson                | 6–1, 6–2, 6–3                    |
| 1992                                                | Karel Nováček (2)                | Jordi Arrese                     | 6–2, 6–3, 2–6, 7–5               |
| 1991                                                | Magnus Gustafsson (1)            | Jordi Arrese                     | 5–7, 7–6(2), 2–6, 6–1, 6–0       |
| 1990                                                | Francisco Clavet (1)             | Eduardo Masso                    | 3–6, 6–4, 6–2, 6–0               |
| 1989                                                | Karel Nováček (1)                | Emilio Sánchez                   | 6–2, 6–4                         |
| 1988                                                | Emilio Sánchez                   | Guillermo Pérez Roldán           | 6–3, 6–1, 3–6, 6–3               |
| 1987                                                | Miloslav Mečíř                   | Guillermo Pérez Roldán           | 6–4, 1–6, 6–3, 6–2               |
| 1986                                                | Thomas Muster                    | Jakob Hlasek                     | 6–1, 6–3, 6–3                    |
| 1985                                                | Ricki Osterthun                  | Kent Carlsson                    | 4–6, 4–6, 6–2, 6–4, 6–3          |
| 1984                                                | Anders Järryd                    | Tomáš Šmíd                       | 6–3, 6–3, 2–6, 6–2               |
| 1983                                                | Tomáš Šmíd                       | Balázs Taróczy                   | 6–4, 6–4                         |
| 1982                                                | Balázs Taróczy (6)               | Buster Mottram                   | 7–6, 6–7, 6–3, 7–6               |
| 1981                                                | Balázs Taróczy (5)               | Heinz Günthardt                  | 6–3, 6–7, 6–4                    |
| 1980                                                | Balázs Taróczy (4)               | Haroon Ismail                    | 6–3, 6–2, 6–1                    |
| 1979                                                | Balázs Taróczy (3)               | Tomáš Šmíd                       | 6–2, 6–2, 6–1                    |
| 1978                                                | Balázs Taróczy (2)               | Tom Okker                        | 2–6, 6–1, 6–2, 6–4               |
| 1977                                                | Patrick Proisy                   | Lito Álvarez                     | 6–0, 6–2, 6–0                    |
| 1976                                                | Balázs Taróczy (1)               | Ricado Cano                      | 6–4, 6–0, 6–1                    |
| 1975                                                | Guillermo Vilas (2)              | Željko Franulović                | 6–4, 6–7, 6–2, 6–3               |
| 1974                                                | Guillermo Vilas (1)              | Barry Phillips-Moore             | 6–4, 6–2, 1–6, 6–3               |
| 1973                                                | Tom Okker (4)                    | Andrés Gimeno                    | 2–6, 6–4, 6–4, 6–7, 6–4          |
| 1972                                                | John Cooper                      | Hans Kary                        | 6–1, 3–6, 12–10, 3–6, 6–2        |
| 1971                                                | Gerald Battrick                  | Ross Case                        | 6–3, 6–4, 9–7                    |
| 1970                                                | Tom Okker (3)                    | Roger Taylor                     | 4–6, 6–0, 6–1, 6–3               |
| 1969                                                | Tom Okker (2)                    | Roger Taylor                     | 10–8, 7–9, 6–4, 6–4              |
| 1968                                                | Bob Maud                         | István Gulyás                    | 7–9, 7–5, 6–0, 1–6, 13–11        |
| 1967                                                | Non disputato                    | Non disputato                    | Non disputato                    |
| 1966                                                | Tom Okker (1)                    | Bob Hewitt                       | 6–3, 6–3, 2–6, 6–3               |
| 1965                                                | John Newcombe                    | Tom Okker                        | 6–2, 3–6, 6–1, 6–3               |
| 1964                                                | Cliff Drysdale (2)               | Thomaz Koch                      | 7–5, 4–6, 6–2, 7–5               |
| 1963                                                | Cliff Drysdale (1)               | Roy Emerson                      | 6–3, 6–4, 6–2                    |
| 1962                                                | Rod Laver                        | Ramanathan Krishnan              | 4–6, 6–3, 6–3, 7–5               |
| 1961                                                | Ramanathan Krishnan              | Martin Mulligan                  | 6–2, 6–3                         |
| 1960                                                | Marty Davies                     | Vladimir Petrović                | 6–2, 4–6, 6–2                    |
| 1959                                                | Jacques Brichant                 | Ladislav Legenstein              | 6–2, 2–6, 6–2                    |
| 1958                                                | Vladimir Petrović                | Piet van Eijsden                 | 6–4, 6–4                         |
| 1957                                                | Ladislav Legenstein              | Fred Dehnert                     | 6–1, 6–1                         |

### Doppio maschile
| Anno                                                | Campioni                               | Finalisti                                      | Punteggio                        |
| Bunschoten (ATP Challenger Tour)                    | Bunschoten (ATP Challenger Tour)       | Bunschoten (ATP Challenger Tour)               | Bunschoten (ATP Challenger Tour) |
| --------------------------------------------------- | -------------------------------------- | ---------------------------------------------- | -------------------------------- |
| 2025                                                | Michael Geerts Tim Rühl                | Mats Hermans Mick Veldheer                     | 7–5, 7–6(4)                      |
| Amersfoort (ATP Challenger Tour)                    |                                        |                                                |                                  |
| 2024                                                | Marcelo Demoliner Guillermo Durán      | Jay Clarke David Stevenson                     | 7–6(2), 6–4                      |
| 2023                                                | Manuel Guinard Grégoire Jacq           | Mats Hermans Sander Jong                       | 6–4, 6–4                         |
| 2022                                                | Robin Haase Sem Verbeek                | Nicolás Barrientos Miguel Ángel Reyes Varela   | 6–4, 3–6, [10–7]                 |
| 2021                                                | Luca Castelnuovo Manuel Guinard        | Sergio Galdós Gonçalo Oliveira                 | 0–6, 6–4, [11–9]                 |
| 2020                                                | Non disputato                          | Non disputato                                  | Non disputato                    |
| 2019                                                | Harri Heliövaara Emil Ruusuvuori       | Jesper de Jong Ryan Nijboer                    | 6–3, 6–4                         |
| Amersfoort (ATP Tour)                               |                                        |                                                |                                  |
| 2018- 2009                                          | Non disputato                          | Non disputato                                  | Non disputato                    |
| 2008                                                | František Čermák Rogier Wassen         | Jesse Huta Galung Igor Sijsling                | 7–5, 7–5                         |
| 2007                                                | Juan Pablo Brzezicki Juan Pablo Guzmán | Robin Haase Rogier Wassen                      | 6–2, 6–0                         |
| 2006                                                | Alberto Martín Fernando Vicente        | Lucas Arnold Ker Christopher Kas               | 6–4, 6–3                         |
| 2005                                                | Martín García Luis Horna               | Fernando González Nicolás Massú                | 6–4, 6–4                         |
| 2004                                                | Jaroslav Levinský David Škoch          | José Acasuso Luis Horna                        | 6–0, 2–6, 7–5                    |
| 2003                                                | Devin Bowen Ashley Fisher              | Chris Haggard André Sá                         | 6–0, 6–4                         |
| 2002                                                | Jeff Coetzee Chris Haggard             | André Sá Alexandre Simoni                      | 7–6(1), 6–3                      |
| Amsterdam (ATP Tour)                                |                                        |                                                |                                  |
| 2001                                                | Paul Haarhuis (5) Sjeng Schalken (3)   | Àlex Corretja Luis Lobo                        | 6–4, 6–2                         |
| 2000                                                | Sergio Roitman Andrés Schneiter        | Edwin Kempes Dennis van Scheppingen            | 4–6, 6–4, 6–1                    |
| 1999                                                | Paul Haarhuis (4) Sjeng Schalken (2)   | Devin Bowen Eyal Ran                           | 6–3, 6–2                         |
| 1998                                                | Jacco Eltingh (2) Paul Haarhuis (3)    | Dominik Hrbatý Karol Kučera                    | 6–3, 6–2                         |
| 1997                                                | Paul Kilderry Nicolás Lapentti         | Andrew Kratzmann Libor Pimek                   | 3–6, 7–5, 7–6                    |
| 1996                                                | Donald Johnson Francisco Montana       | Rikard Bergh Jack Waite                        | 6–4, 3–6, 6–2                    |
| 1995                                                | Marcelo Ríos Sjeng Schalken (1)        | Wayne Arthurs Neil Broad                       | 7–6, 6–2                         |
| Hilversum (Grand Prix dal 1972 e ATP Tour dal 1990) |                                        |                                                |                                  |
| 1994                                                | Daniel Orsanic Jan Siemerink (2)       | David Adams Andreï Ol'chovskij                 | 6–4, 6–2                         |
| 1993                                                | Jacco Eltingh (1) Paul Haarhuis (2)    | Hendrik Jan Davids Libor Pimek                 | 4–6, 6–2, 7–5                    |
| 1992                                                | Paul Haarhuis (1) Mark Koevermans      | Marten Renström Mikael Tillström               | 6–7, 6–1, 6–4                    |
| 1991                                                | Richard Krajicek Jan Siemerink (1)     | Francisco Clavet Magnus Gustafsson             | 7–5, 6–4                         |
| 1990                                                | Sergio Casal (2) Emilio Sánchez (2)    | Paul Haarhuis Mark Koevermans                  | 7–5, 7–5                         |
| 1989                                                |                                        | Haarhuis / Koevermans contro Carbonell / Pérez | Finale annullata per pioggia     |
| 1988                                                | Sergio Casal (1) Emilio Sánchez (1)    | Magnus Gustafsson Guillermo Pérez Roldán       | 7–6, 6–3                         |
| 1987                                                | Wojciech Fibak Miloslav Mečíř (2)      | Tom Nijssen Johan Vekemans                     | 7–6, 5–7, 6–2                    |
| 1986                                                | Miloslav Mečíř (1) Tomáš Šmíd (3)      | Tom Nijssen Johan Vekemans                     | 6–4, 6–2                         |
| 1985                                                | Stefan Simonsson Hans Simonsson        | Carl Limberger Mark Woodforde                  | 6–3, 6–4                         |
| 1984                                                | Anders Järryd Tomáš Šmíd (2)           | Broderick Dyke Michael Fancutt                 | 6–4, 5–7, 7–6                    |
| 1983                                                | Heinz Günthardt (2) Balázs Taróczy (5) | Jan Kodeš Tomáš Šmíd                           | 3–6, 6–2, 6–3                    |
| 1982                                                | Jan Kodeš Tomáš Šmíd (1)               | Heinz Günthardt Balázs Taróczy                 | 7–6, 6–4                         |
| 1981                                                | Heinz Günthardt (1) Balázs Taróczy (4) | Raymond Moore Andrew Pattison                  | 6–0, 6–2                         |
| 1980                                                | Tom Okker (3) Balázs Taróczy (3)       | Tony Giammalva Buster C Mottram                | 7–5, 6–3, 7–6                    |
| 1979                                                | Tom Okker (2) Balázs Taróczy (2)       | Jan Kodeš Tomáš Šmíd                           | 6–1, 6–3                         |
| 1978                                                | Tom Okker (1) Balázs Taróczy (1)       | Bob Carmichael Mark Edmondson                  | 7–6, 6–3                         |
| 1977                                                | José Higueras Antonio Muñoz            | Jean-Louis Haillet François Jauffret           | 6–1, 6–4, 2–6, 6–1               |
| 1976                                                | Ricardo Cano Belus Prajoux             | Wojciech Fibak Balázs Taróczy                  | 6–4, 6–3                         |
| 1975                                                | Wojciech Fibak Guillermo Vilas (2)     | John Lloyd Željko Franulović                   | 6–2, 4–6, 6–1                    |
| 1974                                                | Tito Vázquez Guillermo Vilas (1)       | Lito Álvarez Julian Ganzabal                   | 6–2, 3–6, 6–1, 6–2               |
| 1973 1972                                           | Doppio non disputato                   | Doppio non disputato                           | Doppio non disputato             |
| 1971                                                | Jean-Claude Barclay Daniel Contet      | John Cooper Colin Dibley                       | 7–5, 3–6, 7–5, 4–6, 6–2          |
| 1970                                                | Bill Bowrey Owen Davidson              | John Alexander Phil Dent                       | 6–3, 6–4, 6–2                    |

### Singolare femminile
| Anno | Campionessa              | Finalista           | Punteggio      |
| ---- | ------------------------ | ------------------- | -------------- |
| 1973 | Betty Stöve (2)          | Helga Masthoff      | 7–5, 6–2       |
| 1972 | Betty Stöve (1)          | Marijke Schaar      | 7–5, 6–3       |
| 1971 | Evonne Goolagong Cawley  | Christina Sandberg  | 8–6, 6–3       |
| 1970 | Margaret Court (3)       | Kerry Melville      | 6–1, 6–1       |
| 1969 | Kerry Melville           | Karen Krantzcke     | 6–2, 3–6, 6–3  |
| 1968 | Margaret Court (2)       | Judy Tegart         | 8–6, 6–0       |
| 1967 | Non disputato            | Non disputato       | Non disputato  |
| 1966 | Annette Van Zyl          | Trudy Groenman      | 6–3, 6–1       |
| 1965 | Françoise Dürr           | Edda Buding         | 9–11, 6–4, 6–4 |
| 1964 | Margaret Smith Court (1) | Maria Bueno         | 6–0, 1–6, 6–3  |
| 1963 | Lesley Turner            | Renée Schuurman     | 6–2, 6–1       |
| 1962 | Maria Bueno              | Sandra Price        | 6–1, 4–6, 6–2  |
| 1961 | Jan Lehane               | Christiane Mercelis | 6–4, 6–0       |
| 1960 | Bernice Vukovic-Carr     | Renée Schuurman     | 6–0, 6–1       |
| 1959 | Norma Marsh              | Zus Peters          | 6–4, 6–1       |
| 1958 | Jettie Wienese           | Zus Peters          | 6–4, 6–2       |
| 1957 | Beatrice de Chambure     | R. Topel            | 6–3, 4–6, 7–5  |

### Doppio femminile
| Anno | Campionesse                    | Finaliste                                               | Punteggio |
| ---- | ------------------------------ | ------------------------------------------------------- | --------- |
| 1971 | Christina Sandberg Betty Stöve | Katja Burgemeister Ebbinghaus Gertrudia Groenman-Walhof | 6–1, 6–2  |

### Doppio misto
| Anno | Campioni                        | Finalisti                            | Punteggio |
| ---- | ------------------------------- | ------------------------------------ | --------- |
| 1971 | Betty Stöve Jean Claude Barclay | Christina Sandberg Patrice Dominguez | 6–1, 6–2  |